# スペースシャトル計画
スペースシャトル計画（英語: Space Shuttle program）は、アメリカ政府とNASAによって1981年から2011年にかけて行われた有人打ち上げ機計画。宇宙輸送システム (Space Transportation System, STS) とも呼ばれた。スペースシャトルは垂直に打ち上げられる機体の総称であり、オービタと呼ばれる航空機型の機体が再突入に利用される搭乗部分である。4 人から 7 人で運用でき、8 人までを収容可能で、22,700 kg のペイロードを低軌道まで輸送可能であった。宇宙でのミッションが完了すると、制御システム (Orbital Maneuvering System, OMS) を利用して軌道から外れ、地球の大気圏に再突入した。着陸まで、オービタは軌道制御システムと動翼を利用しグライダーのように飛行した。
シャトルは同じ機体で打ち上げ、軌道周回、着陸を何度も行った唯一の再使用型有人宇宙往還機であった。ミッションでは国際宇宙ステーション (International Space Station, ISS) のモジュールを含む大量のペイロードをさまざまな軌道に運び、国際宇宙ステーションへの人員輸送ローテーションを担い、修理ミッションが行われた。稀ではあるが衛星や他の宇宙機を軌道上で回復させたことや、衛星を地上へ持ち帰ったこともある。特に、ハッブル宇宙望遠鏡はシャトルの打ち上げによって5度にわたり補修されている。スペースシャトルの再使用部分の核となるオービタは 100 回使用、10 年運用を基準に設計された。
開発は1960年代の後半からスタートし、1970年代からNASAの有人宇宙飛行計画の中心となり、1981年の4月12日にコロンビア号の STS-1 での初飛行によって開始された。その後チャレンジャー号爆発事故やコロンビア号空中分解事故での中断があったものの、シャトル・ミール計画、ISS 計画など宇宙への有人輸送の中心であり続けた。ビジョン・フォー・スペース・エクスプロレーションによって、スペースシャトルは ISS の組み立て完了の2011年にあわせて引退することとなり、2011年7月のアトランティス号による STS-135 での着陸によって締めくくられた。スペースシャトル計画は2011年8月31日に公式に終了した。NASA はシャトルをオリオン宇宙船に置き換えることを計画しているが、予算カットによって完全な形態での開発は疑われている。

## 構想と開発

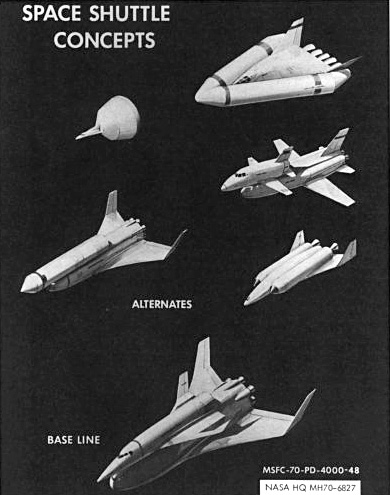
初期の様々なコンセプト

1969年のアポロ11号の月面着陸以前から NASA はスペースシャトル設計の初期研究を始めていた。1969年、リチャード・ニクソン大統領は副大統領のスピロ・アグニューを議長としてスペース・タスク・グループを組織し、この組織はそれまでのシャトルの研究を査定し、スペースシャトル製造を含む国家宇宙戦略を推薦した。NASA から議会に提出された目標は、NASA 以外にも国防総省、商用や科学的利用者にも利用される宇宙へのより安上がりな手段を提供することであった。
シャトル開発の準備段階ではシャトルデザインの能力、開発コスト、運用コストの最適なバランスについて大きな議論があった。最終的に再使用可能なオービタ、再使用可能な固体燃料ブースタ、消耗型の外部タンクを利用する現在の設計が選ばれた。これは初期の完全再利用型の設計と比べより建設コストが安く、より必要技術の少ない設計となった。初期の設計では大型の外部燃料タンクも含めて軌道まで運び、宇宙ステーションの一部として利用する計画があったが、この計画は予算問題や政治的配慮から中止となった。
シャトル計画は1972年1月5日に公式に発表され、ニクソン大統領が NASA が再使用型シャトルシステムを開発途中にあると公表した。1年に50機以上を打ち上げ、1ミッションあたりのコストを低下させることが見込まれた。
計画の主契約企業はノースアメリカンであり、アポロ司令・機械船の製作を担当した企業である。固体燃料ブースターの契約企業はモートン・チオコール、外部燃料タンクはマーティン・マリエッタ、シャトルメインエンジンはロケットダインがそれぞれ契約を行った。
最初のオービタはコンスティテューション（Constitution）と名づけられる予定であったが、名前をエンタープライズに変えるようホワイトハウスに求めるスタートレックファンによる大規模な投書キャンペーンが行われ、結果スペースシャトル・エンタープライズ（Enterprise）となった。1976年9月17日、盛大なファンファーレの中、エンタープライズのお披露目が行われた。後に設計の最初の検証として滑空アプローチと着陸テストが行われ、いずれも無事に成功している。

## プログラムの歴史

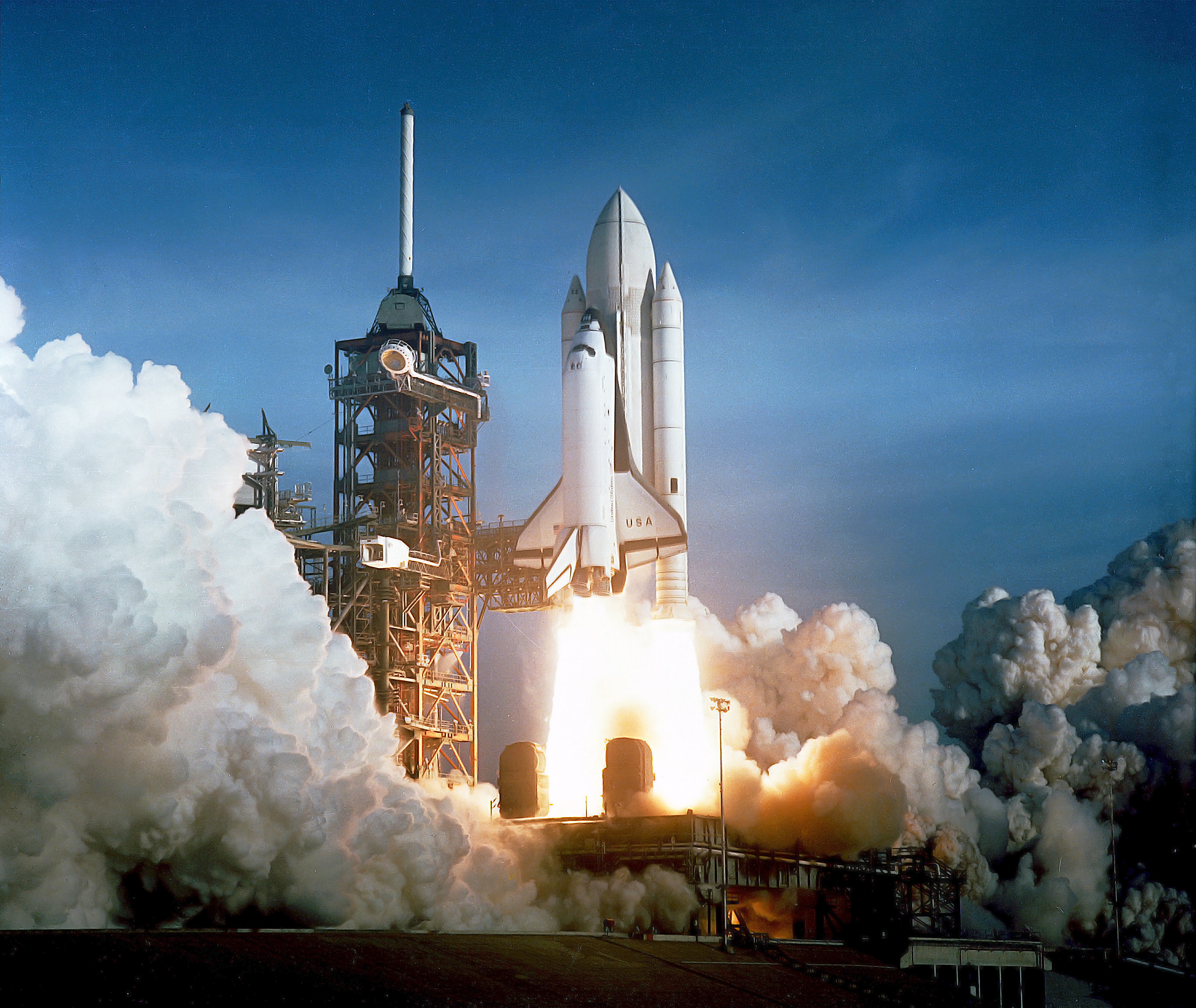
STS-1、コロンビアの打ち上げ。シャトルはおおよそ 8 分半で 27,000 km/h を超える速さに加速される。

### 運用スタート
最初の完全機能版オービタはコロンビア (Columbia ) であり、カリフォルニア州パームデールで製造された。1979年3月25日、ケネディ宇宙センターまで運ばれ、ユーリ・ガガーリンの人類初の宇宙飛行の20周年にあたる1981年4月12日に 2 名のクルーをのせて初打ち上げが行われた。チャレンジャー (Challenger ) は1982年7月に、ディスカバリー (Discovery ) は1983年11月に、アトランティス (Atlantis ) は1985年4月にそれぞれケネディ宇宙センターに搬入されている。なお、チャレンジャーはもともと構造試験機であったが、同じく滑空・着陸試験機のエンタープライズを改装した場合と比べてより安く改装できたことから実用機に改装されることになった。
この時期には宇宙での有人実験のほか衛星の放出などが盛んに行われた。また、有人機動ユニットを利用した命綱なしの宇宙遊泳、初の衛星回収、スペースラブを利用した宇宙での実験に加え、ESA のウルフ・メルボルトの宇宙飛行も行われた。1984年の STS-41-B からはミッションの名前の付け方も変更され、本格的な循環利用に移行した。ディスカバリーは1985年だけで 4 回の飛行を行っている。

### チャレンジャー号事故

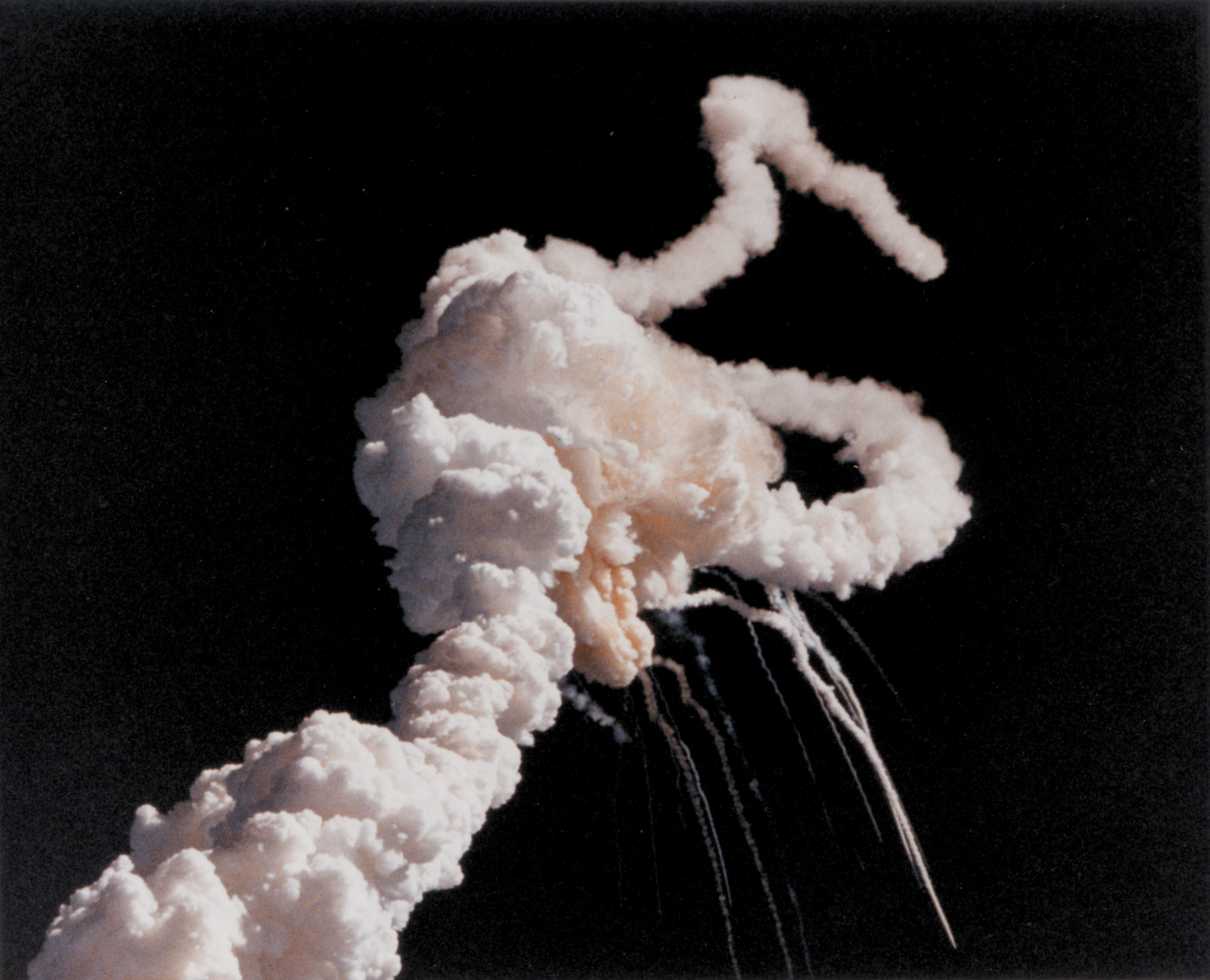
チャレンジャー号爆発事故

1986年1月28日、STS-51-Lにおいてチャレンジャー号が打ち上げ 73 秒後に爆発し、7 名の飛行士全員が犠牲になる事故が発生した。乗員の中には宇宙授業計画で宇宙へ行く最初の教師としてクリスタ・マコーリフが含まれており、NASA TV などを通して生中継が行われていたために社会的に大きな騒動となった。事故調査のためにロナルド・レーガン大統領によってロジャース事故調査委員会が組織され、墜落事故の原因を探ることとなった。残骸の回収が大規模に行われ、史上最大規模の海上捜索が行われた。
原因は当日の冷え込んだ気温による固体燃料ブースターのOリングの破損であり、この破損から派生した破壊で SRB と外部燃料タンクが連鎖的に分解し、最終的にオービタを吹き飛ばしたものとされる。また、事故直後には乗員が生存していた可能性があることも判明した。ロジャース委員会は、以前から契約企業がOリングが冷却下で破損される可能性があることを指摘していたにもかかわらず NASA がこの報告を退けていたこと、またシャトルの利用増加で打ち上げスケジュールが過密化してこれらを見逃す要因になっていたことなどを原因の一端として指摘している。
事故以降、シャトル打ち上げ計画は 32 か月間にわたって中断されることとなり、SRB の再設計ほか多くの改良が行われることになり、ミッション計画の再計画も行われた。NASA は当時スペースシャトル計画に非常に注力していたため、この事故をきっかけに NASA 全体の計画の練り直しが行われることになった。1988年9月29日、チャレンジャー事故後最初のミッション STS-26 が行われ、無事に成功した。なお、失われたチャレンジャーに替えてエンデバー (Endeavour ) が製造され、1991年5月にケネディ宇宙センターに搬入され、翌年に初飛行を行っている。

### シャトルミール・ISS・ハッブル補修

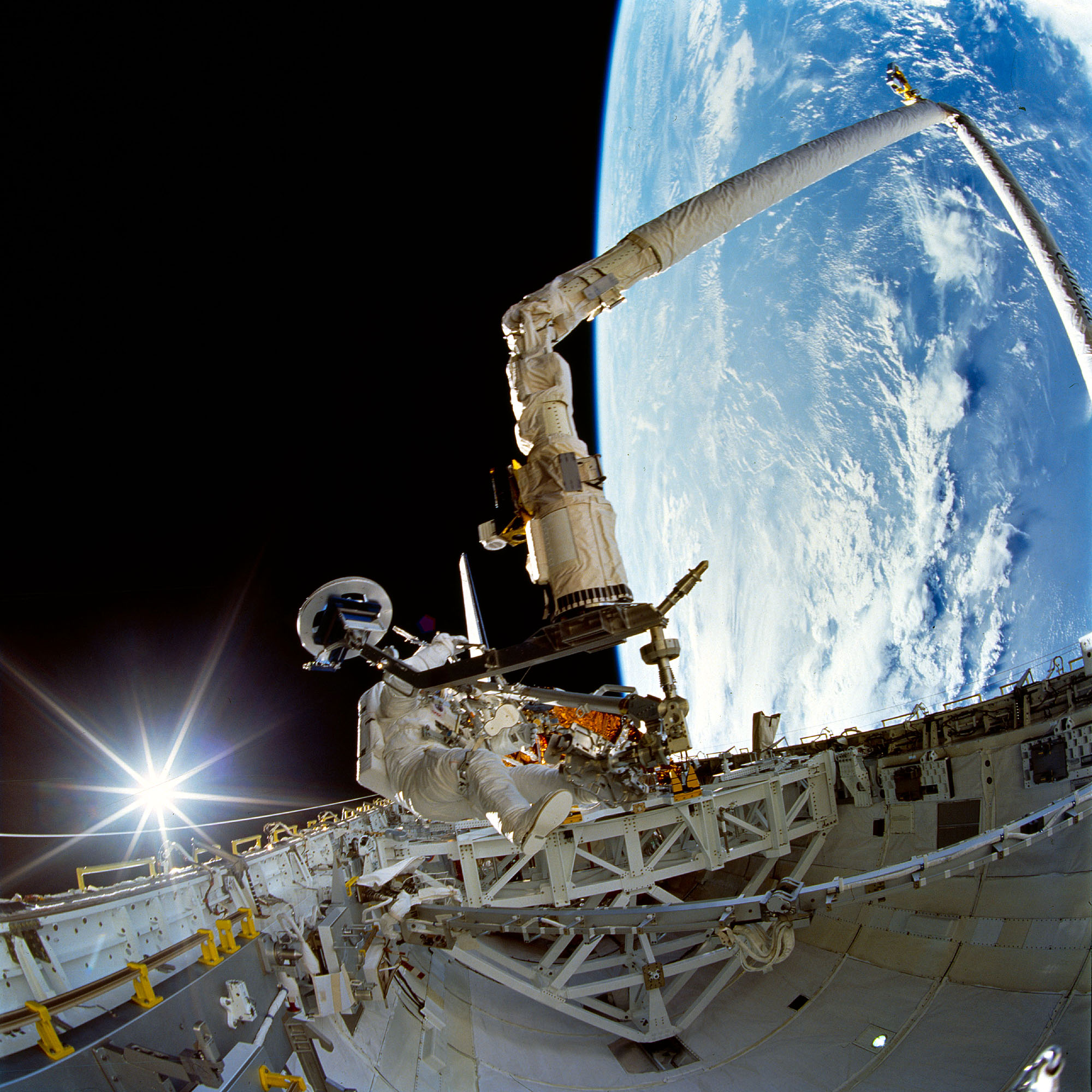
STS-72、エンデバー、船外活動中。

その後、シャトルは90年代初頭のシャトル・ミール計画や ISS 建設などに駆り出され再び多数の飛行を行った。シャトル・ミール計画はアポロ・ソユーズテスト計画以来となる米露共同での宇宙計画遂行となり、大量の物資輸送のためのシャトル用のモジュール、スペースハブが開発されている。また、アメリカのシャトルにロシア人宇宙飛行士が乗り込む光景も見られた。なお、コロンビアは旧型で重量が重く軌道を合わせることができないために、シャトル・ミール用のミッションには参加できていない。シャトル・ミール計画に続く ISS 計画ではプロトンKとともにステーションの主要区画を輸送するための重要な輸送機として利用された。また、米露以外は有人宇宙飛行能力を持たないため、ロシア以外では唯一の人員輸送可能打ち上げ機であり、多数のクルーを輸送することにも向いていたため、ESAやJAXAの宇宙飛行士も乗せて、多くの回数にわたって利用された。
他国との協力も行われ、実験などを目的に各国の宇宙飛行士がシャトルに乗って宇宙に到達している。1992年の9月12日には日本がシャトルのスペースラブで実験を行うこととなり、毛利衛が日本人として初めてシャトルに搭乗している。その後も多くの日本人宇宙飛行士がスペースシャトルを利用している。
また、1993年12月にはハッブル宇宙望遠鏡に対する修理・長寿命化を目的としたサービスミッションが行われている。老化したハードウェア交換により運用寿命を伸ばし、新型科学装置の導入によって科学的能力を増大させることを目的にして行われた。これ以降もハッブルに対し 4 回にわたってサービスミッションを行っている。

### コロンビア号事故
2003年2月1日、STS-107 においてコロンビア号が再突入中、着陸のおおよそ 16 分前に分解する事故が発生し 7 名の飛行士が犠牲となった。ふたたび事故調査委員会が組織され、打ち上げ時に外部燃料タンクから発泡断熱材でできたバイポッド・ランプが剥離し、これがオービタの左翼に衝突、穴が開いたことが原因とされた。この事故では、以前に同様に断熱材脱落が起きていたこと、技術陣の懸念にもかかわらずミッションが中断されることなく続いたことが判明し大きな問題となった。その後、バイポッド・ランプは必要性がないことから取り外されるなどの改修措置がとられたが、剥離した断熱材が衝突する事故はその後も何度か発生している。この事故によって 29 か月間に渡ってミッションが中断し、モジュールを運べる唯一の大型機であるスペースシャトルの飛行停止によって建設中であった ISS の建築に大きな影響が発生し、国際宇宙ステーションは最小限度のクルーである2名で運用され、物資と人員の輸送はロシアの輸送船に頼ることとなった。

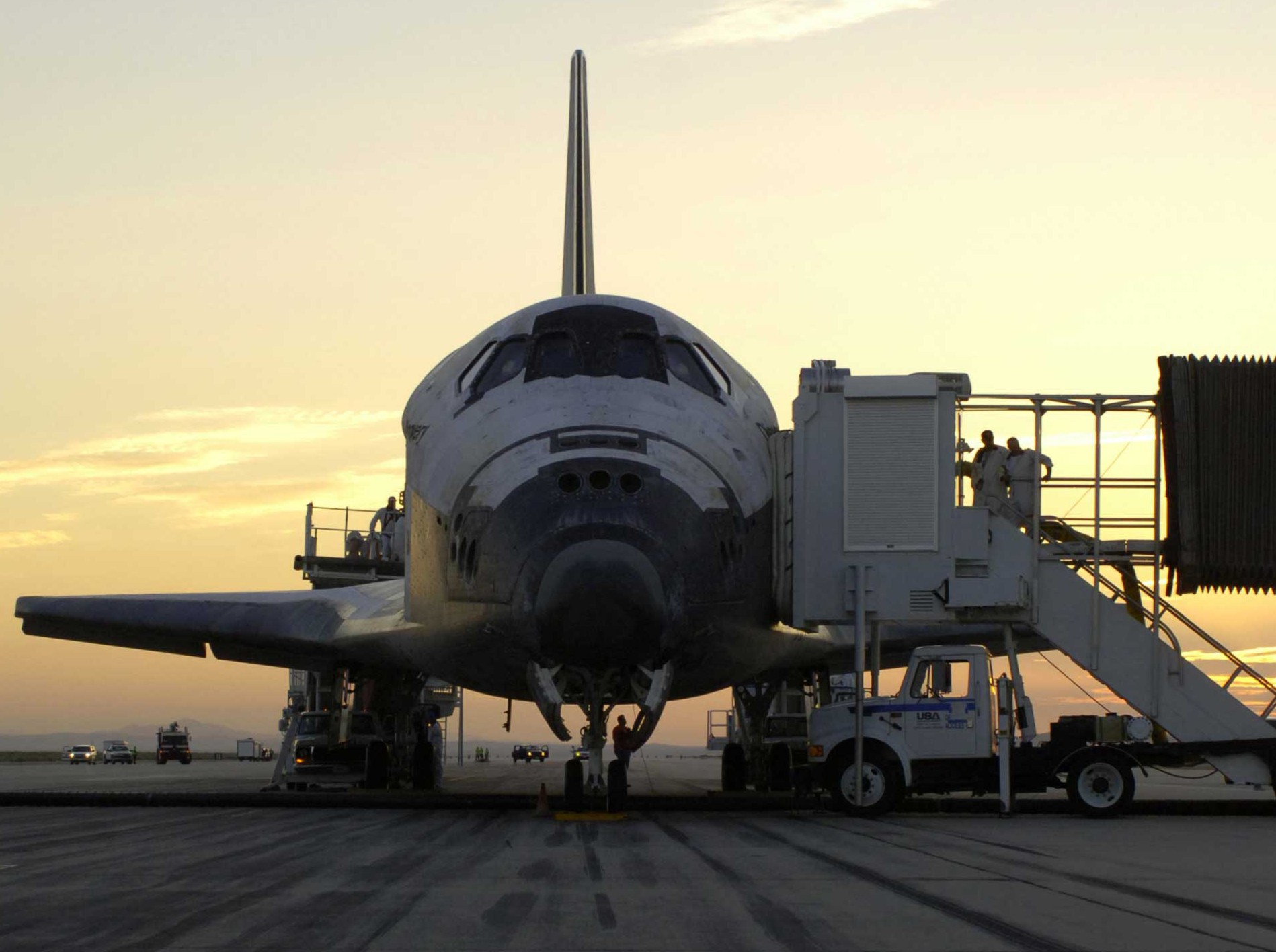
STS-114、リターン・トゥ・フライトを終えたディスカバリー

事故後初の打ち上げとなり、「リターン・トゥ・フライト」と呼ばれた2005年の STS-114 は類似した発泡断熱材が異なる部分から剥がれ落ちたものの、打ち上げに成功した。破片はオービタにぶつかることがなかったためにシャトルは無事に着陸に成功している。2 回目の「リターン・トゥ・フライト」ミッションとなった STS-121 は2006年7月4日に打ち上げられた。より前に行われる予定であった 2 回の打ち上げは長引いた破天と射場近くの強風によって中止され、STS-121 はチーフエンジニアや安全担当の反対にもかかわらず行われた。外部燃料タンクの発泡断熱材の中の 5 インチ (12.7 cm) の亀裂が懸念材料となっており、しかしながらミッション運用部は打ち上げスケジュールを整えた。このミッションは ISS のクルーを 3 人に増加させ、スペースシャトルディスカバリーは2006年の7月17日にケネディ宇宙センターの15番滑走路に着陸した。
コロンビア事故調査委員会は、報告書の中で ISS に飛行するシャトルのクルーのリスクを低減するために、コロンビアのようなダメージをシャトルのオービタが受けて再突入が安全でない場合には ISS をクルーが救援を待つための避難所として利用できるとしている。委員会は残りのフライトの間、シャトルの飛行はステーションのそばで行われるべきであるとしている。「リターン・トゥ・フライト」より前にNASA長官のショーン・オキーフはコロンビア事故の前に計画されていた、ハッブル宇宙望遠鏡の最終補修ミッションの実行するかどうかを排除して将来のシャトル飛行計画では ISS への飛行が行われると宣言していた。しかしながら、実際は NASA の倉庫には何百万ドルもの額のハッブル望遠鏡のアップグレード用機材が準備され、輸送を待つばかりであった。宇宙飛行士を含む多くの反対者は NASA にこのミッションを考え直すように求めたが、最初から指導部の立場は固まっていた。2006年の10月31日、NASAはアトランティスの 5 度目のハッブル望遠鏡修理ミッションへの打ち上げが2008年8月28日に計画されていることを公表した。しかしながらこの計画のための緊急救援打ち上げミッション STS-400 なども組み入れた結果、SM4/STS-125 の打ち上げは2009年5月に伸びている。
STS-121 の後、すべての後続ミッションは大きな問題を起こさずに完了され、ISS の建築も継続されている。2007年8月の STS-118 のミッションの間、オービタは再び断熱材の断片に衝突しているが、このダメージはコロンビアが受けたダメージと比べればかなり小さいものであった。2005年9月から2008年の初めにかけて、シャトルの計画マネージャーはウェイン・ヘールであった。ヘールは NASA の戦略的パートナーシップの次席局長補となった。2005年の11月からヘールの副官になったジョン・シャノンは後にシャトルの計画マネージャーとなっている。

### 終了方針

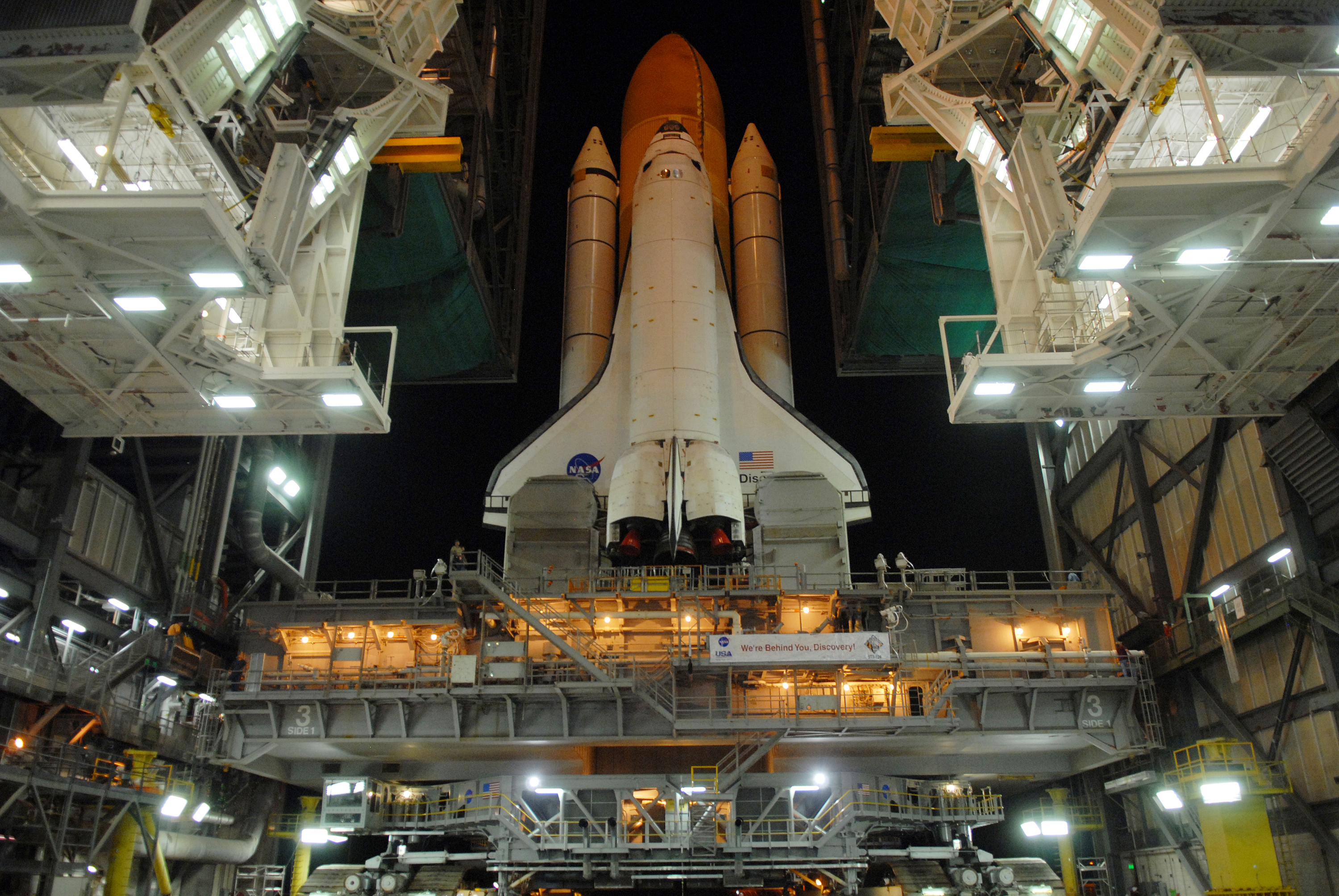
STS-124、ディスカバリー発射準備状態

シャトル計画は2004年1月13日のジョージ・W・ブッシュ大統領のビジョン・フォー・スペース・エクスプロレーション宣言によって2011年7月8日のアトランティスの打ち上げをもって終了するように命令された。シャトルの成功はコンスティレーション計画のアレスI、アレスV、オリオンなどに引き継がれる予定であった。現在ではこの方針は改められ、民間打ち上げ企業のバックアップを強化することとなっている。
NASA は当初ハッブル宇宙望遠鏡を退役させた後、シャトルで帰還させスミソニアン博物館に展示する計画を持っていたが、後継機が開発されるまでハッブル宇宙望遠鏡は宇宙で置いておかれることとなった。シャトルが退役した今、ハッブルを地球にそのまま帰還させることができる宇宙船もその計画もなく、このためハッブル望遠鏡の地球への帰還は現実味が薄くなっている。
2008年8月18日にNASA幹部から送られたとされる国際電子メールをリークした報道によると、NASA長官のマイケル・D・グリフィンはブッシュ政権が2011年以降 ISS でアメリカのクルーが参加するための実行可能な計画を作っておらず、予算局 (Office of Management and Budget, OMB) と科学技術政策局 (Office of Science and Technology Policy, OSTP) はシャトルの活動停止を試みていたという確信を述べている。この電子メールはグリフィンが唯一の合理的な解決策はシャトルの運用を2010年以降に伸ばすことであると暗示している様に見えたが、執行方針は強固であり、シャトルの退役延期はなく、この結果、早くともアレスI/オリオンが運用されるようになる2014年までアメリカはクルー打ち上げ能力を持たないとされた。彼はブッシュが2008年の南オセチア紛争以降、ロシアの打ち上げ機をNASAのクルーのために購入することを政治的に実行可能か見ていないと指摘して、2009年に発足するであろう新政権が2010年以降もシャトルの運用を延長することを望んでいる
しかしながら、以前のスペースシャトル計画理事のウェイン・ヘールの NASA 公式ブログによれば、2010年に中止が決定されているスペースシャトル計画は、多くの特製部品と材料の契約がすでに終了しており、その多くがシャトル計画以外に販路を持たない中小企業であり、計画終了が伝わり始めると店を閉め職員も退職している。結果、今からシャトル計画を延ばすことは難しく、高価であり、最低でも枯渇した特殊部品や物資が置き換えられるまでに少なくとも年単位のラグがあり、この期間は飛行が不可能である。雇用人材解雇による人材の損失は計画延長のためのもうひとつの障害になっている。
2008年9月7日、NASA はリークされた電子メールに関する声明を発表した。この中でグリフィンは以下のように発言している。
"リークされたEメールは私の意見、私の支援する政策運営の文脈構成に失敗している。当局の政策は2010年のスペースシャトル退役と、アレス、オリオンの入手までクルー移送機をロシアから購入することである。また、INKSNA除外のためのわれわれの要求を支援し続けている。当局はISSの2016年以降の運用継続の排除へ行動をとらない方針を保ち続けている。私は科学技術政策局や予算局と同じく行政の方針を強く支持している。"—Michael D. Griffin、

### 退役・後継機

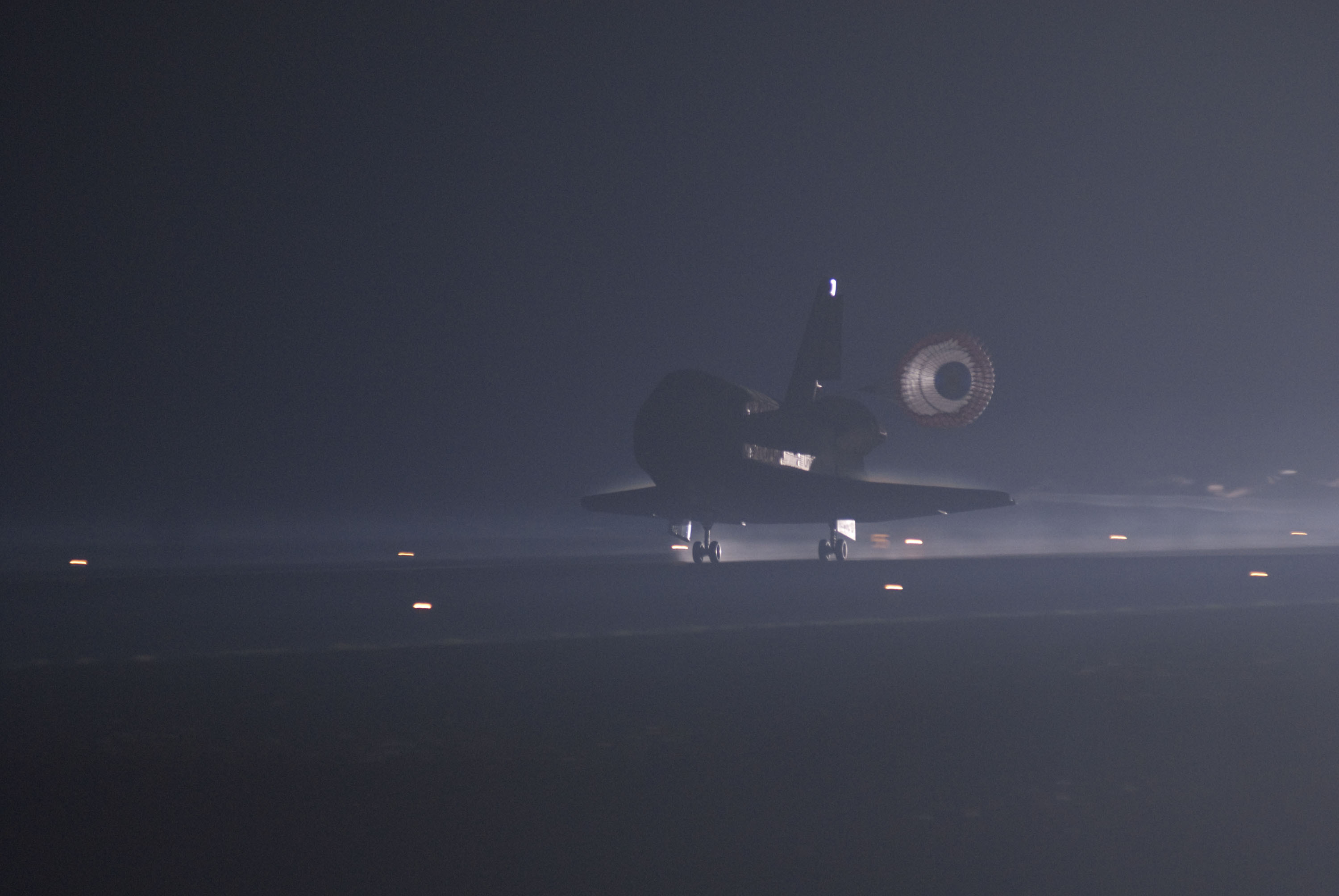
シャトルの最終ミッション、アトランティス STS-135 での着陸。

アメリカ合衆国下院のデイヴ・ウェルデンは H.R. 4837 を導入し、これは宇宙法として知られる。この法令によってオリオン宇宙船への交換の準備ができるまで、減額してシャトルの飛行を2010年以降も維持することができるようになった。これによって当時計画されたが、許可されなかったアルファ磁気分光器の ISS への打ち上げが可能になった。
2008年10月15日、ブッシュ大統領は2008年NASA授権法に調印し、NASA に資金を与えステーションへの科学実験器具輸送のための追加ミッションを加えた。この法律によって以前キャンセルされていたアルファ磁気分光器を ISS に導入するためのミッション、STS-134 の打ち上げが追加された。2009年の4月に議会で NASA に対する 25 億ドルの追加の支出提供が決まり、当時スケジュールされていた2010年の退役時期を超えてスペースシャトルが飛行することが可能になった。NASAとホワイトハウスはもう一年の延長を求めたものの、これは通らなかった。また、STS-134 の緊急時にむけて STS-135 が準備されていたが、STS-134 が成功裏に終わったため最終機として打ち上げられることとなった。
現在では実際の利用のために生産された 5 機のうち 3 機のオービタが残っており、すべてのオービタが退役して地上で保管されている。また、NASA は事故が起こった 2 機から回収された大規模貯蔵目録も維持している。滑空実験機であったエンタープライズは多くの部品が他のオービタで利用するために取り外された。その後外観が修復され、国立航空宇宙博物館のスティーブン・F・ウドヴァーヘイジー・センターに展示されていた(その後、2012年にディスカバリーと交代し、イントレピッド海上航空宇宙博物館へ移設されている)。
2011年9月14日、NASAは新しい打ち上げシステムとしてスペース・ローンチ・システムが選ばれていることを公表し、この中でこれまで以上の遠い宇宙にNASAの宇宙飛行士を送れるようにし、他の有人宇宙開発活動のための基礎を提供するとしている。

## シャトルの利用

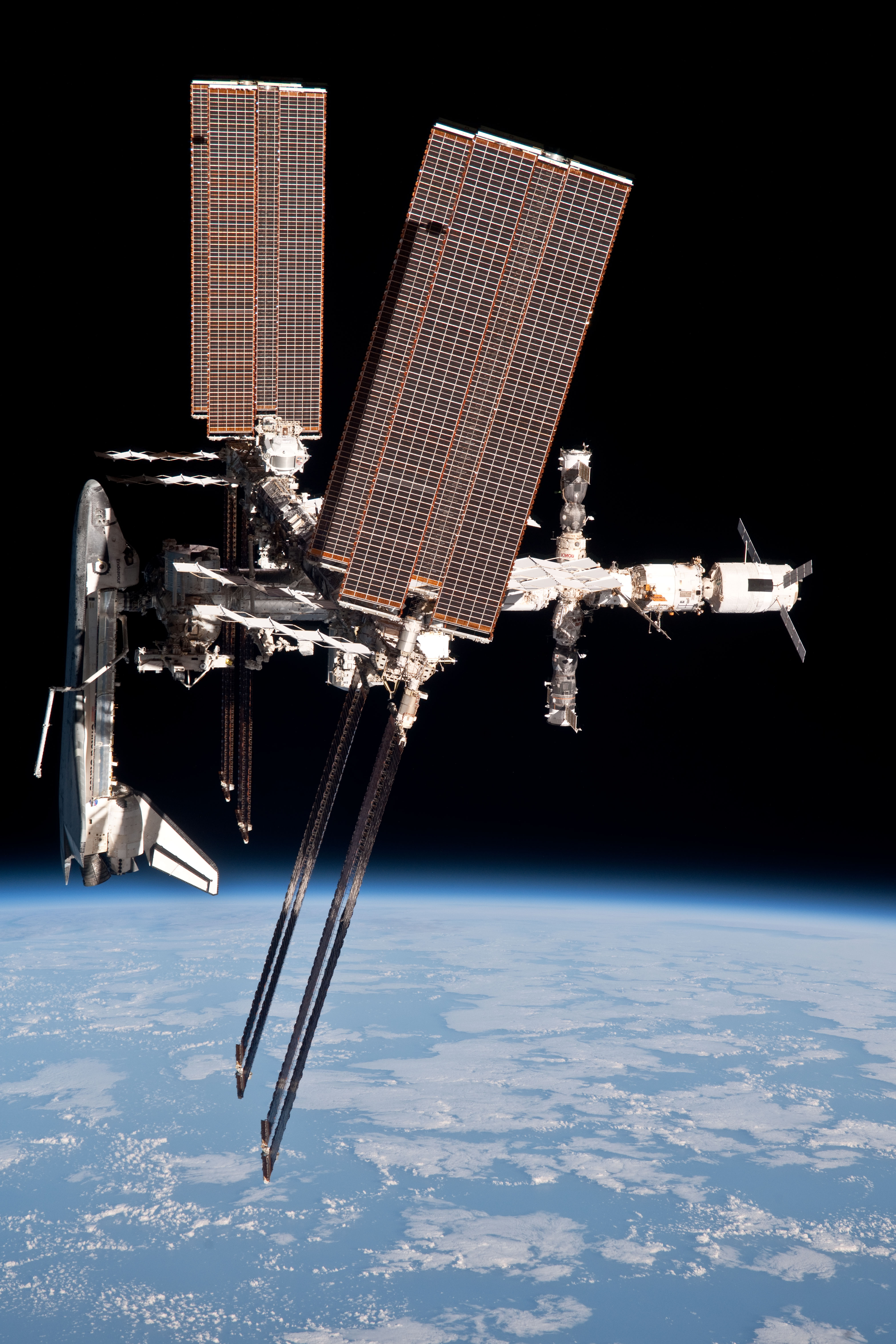
ISSとエンデバーのドッキング

- 科学[27]、天文学[27]、結晶生成[27]、宇宙物理学[27]などのスペースラブミッション[27]
- ミールやISSといった宇宙ステーションのクルーローテーションやミールの修理。
- ISS建築のための建設機材、ISSへのスペースハブ（英語版）や多目的補給モジュールによる補給
- ハッブル宇宙望遠鏡(HST)などの衛星の有人の修理ミッション。
- 低軌道での有人実験、低軌道への衛星輸送
- ペイロード・アシスト・モジュール(PAM-D) 慣性上段ロケット (IUS)などのブースターのつけられた衛星の放出。いずれも低軌道へ運ばれ、そこからブースターで中から高軌道へ、あるいは惑星間軌道へ遷移している。
  - 中軌道、高軌道への衛星ミッションにはチャンドラ、複数のTDRS衛星、DSP衛星などの打ち上げが存在し、アメリカ軍の衛星通信DSCS-III (Defense Satellite Communications System)は1回で2機が打ち上げられている。
  - 惑星間への衛星ミッションではマゼラン、ガリレオ、ユリシーズなどが打ち上げられた

## 予算
スペースシャトルの開発初期、NASAは開発中に経常外を含め74億5000万ドルの費用がかかると試算しており、飛行一回あたりの予算は930万ドルに見積もられていた。これらは2011年現在の価格に換算すると430億ドル、5300万ドル程度の額である
。初期のペイロード輸送のコスト見積もりでは、30トンの貨物を年間50回の打ち上げた場合、予定額は最も安い場合、低軌道に1kgあたり260ドル（現在価格に直すと1400ドル）の価格予定であった。
2011年までのシャトル計画のコストはインフレ調整を加えて総額1960億ドルとされており、当初予想をはるかに上回っている。正確な経常外予算と一般予算の分析は入手が不可能であるが、NASAによればシャトル打ち上げの平均コストは2011年度で見て1ミッションあたり4億5000万ドル程度である。
2005年度のNASAの予算のうち30%の割合近い50億ドルがシャトルの運用に使用されており、2006年度には要求額が43億ドルに減額されている。このうち非打ち上げコストが計画予算のかなりの部分を占めており、たとえば、2004年度から2006年度にかけてはコロンビア事故の後で3回の飛行しか行っていないにもかかわらず、NASAは130億ドルをシャトルプログラムに利用している。2009年度にはNASA予算は29億8000万ドルが5回の打ち上げ計画に割り当てられており、4億9000万ドルが計画完了予算に、10億3000万ドルが飛行、地上運用に使われており、14億6000万ドルがオービタ、エンジン、外部燃料タンクなどの修理といったフライトハードウェアに利用されている。
1回あたりの打ち上げコストはシャトルとその関連資材、関連施設、クルーのトレーニング、給与など計画中の総額を打ち上げ数で割った額で判断される。134ミッションで総額はおおよそ1920億ドル（2010年概算）であり、ここから1回あたりの打ち上げに14.3億ドルがかかっている計算になる。

## 資産と移行計画

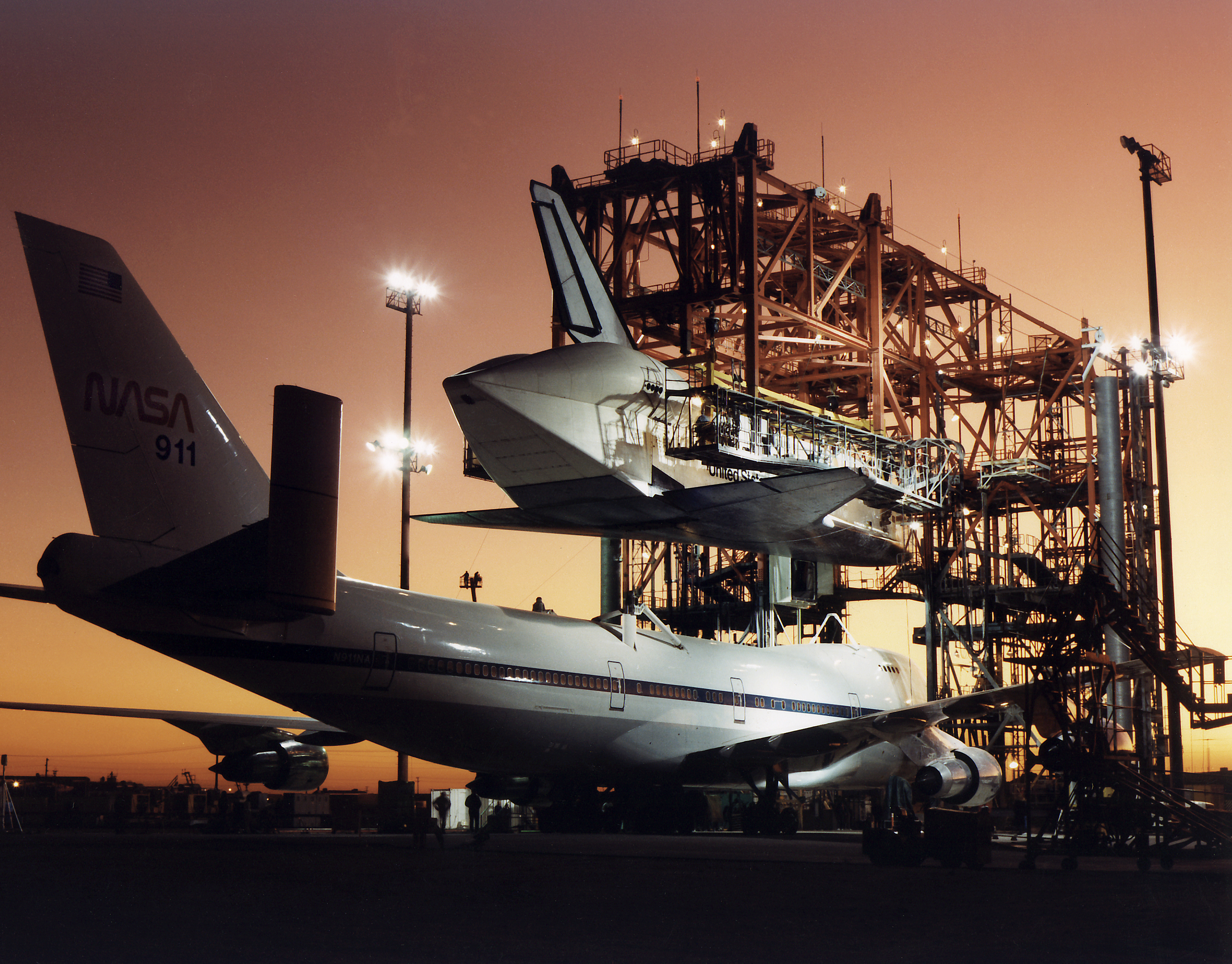
オービタとシャトル輸送機を接続するための接合取り外し装置、1991年

シャトル計画の遂行のために645の施設が必要とされ、120万点の品目の機材が利用され、5000人以上の雇用が発生していた。機材の合計量は120億点を超え、シャトル関連設備はNASAの全施設の4分の1を超えていた。スペースシャトルへの商材供給企業は全米で1200を超える。スペースシャトル計画はこのように裾野の広い産業であるが、NASAの移行計画では計画運用を2010年までとなっており、人材の他業務への移行や人員削減も2015年までに終わらせるとしている。この期間にはアレスI、オリオンだけでなく、アルタイル月面着陸船も開発中であり、順次そちらに移行するとされた。なお、現在ではこれらの計画は中断されており、DIRECTやジュピターなどのシャトル派生型打ち上げ機への以降が行われている。

## 批判
スペースシャトル計画は設計、コスト、運用、安全問題などへの批判に加え、予定額と実利目標の達成の失敗から非難されている。また、シャトル計画はアポロ計画から後退しているとの主張が存在する。シャトルはきわめて危険であったが、それに比べ、あるいはもしアポロが継続されていれば、1970年代以降他惑星への有人ミッションに応用されていたであろうし、そうでなくとも数十年分の経験に相当する深宇宙探査ができたとしている。
チャレンジャー爆発事故とコロンビア号空中分解事故の後、高姿勢となった議会は事故調査委員会を召集し、両委員会はシャトル計画とNASAの運営を非難し重大な欠点を報告している。計画の反対者でもっとも有名なのはリチャード・ファインマンであり、ロジャース委員会の報告書において彼はシャトルの信頼性について述べており、NASAによる運営を非難している。

## その他の機材

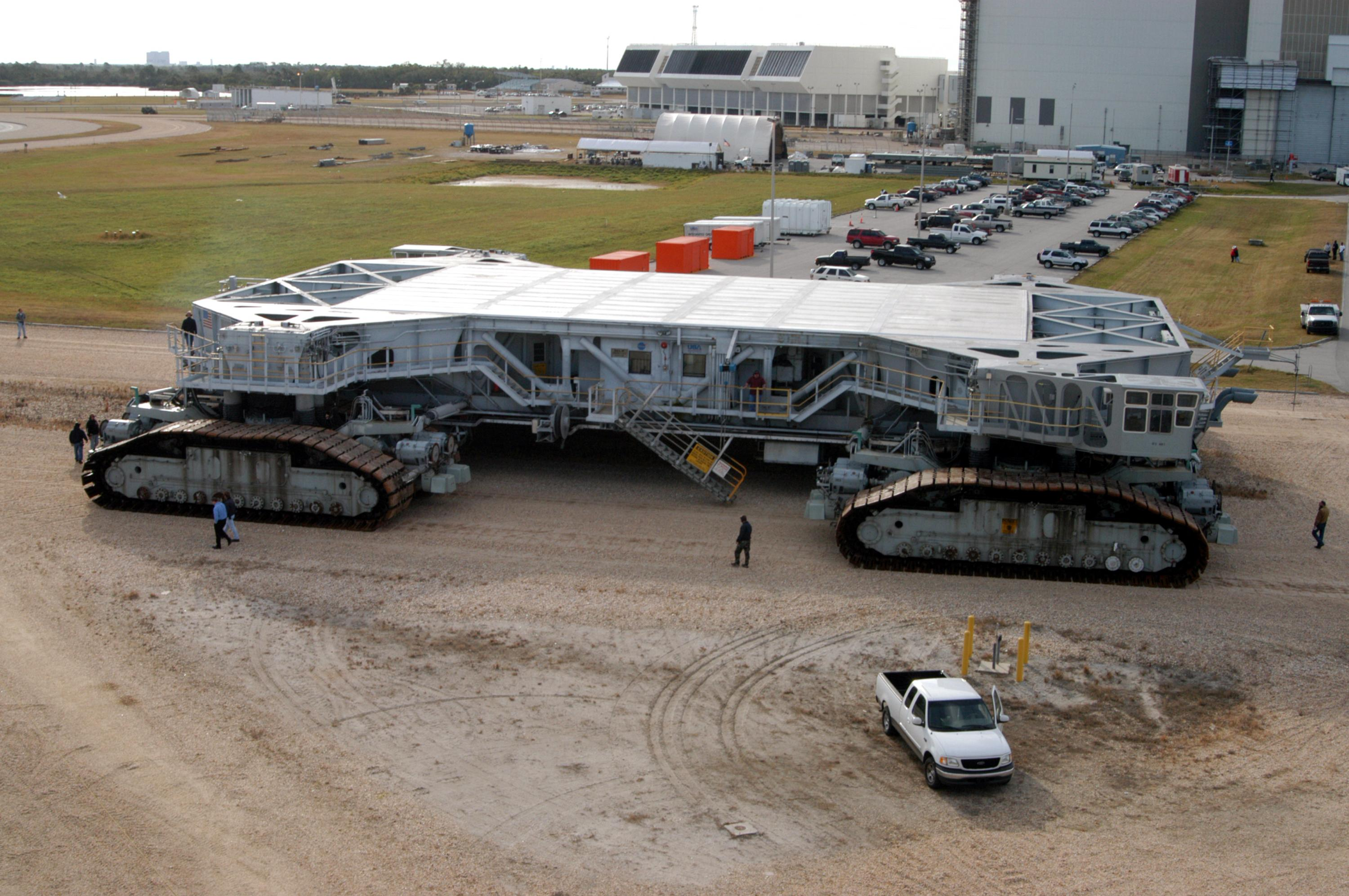
クローラー・トランスポーター2号 ("Franz") トラックシューの交換後の試運転、2004年12月

クローラー・トランスポーターは移動式発射プラットフォームとシャトルをケネディ宇宙センター第39発射施設のスペースシャトル組立棟から発射点まで輸送した。
ボーイング747を改造したシャトル輸送機は2台が存在し、着陸地からケネディ宇宙センターへの輸送に使われるほか、シャトルの長距離輸送にも使われた。
オービタ移動システムは36輪の移動トレーラーで、もともとカリフォルニアのヴァンデンバーグ空軍基地で米空軍の打ち上げ施設のために作られたものである。これはオービタを着陸施設から打ち上げ施設へ移動可能にし、スペースシャトル組立棟（VAB）の別個の設備やクローラー・トランスポーターの利用なしでの組み立てと打ち上げを可能にした。ヴァンデンバーグの施設閉鎖以前は、オービタの降着装置（下部の車輪）を利用してオービタ整備施設（OPF）から組立塔へ移動され、固体燃料補助ロケットや外部燃料タンクが取り付けられるときだけ起こされていた。しかし、トレーラの利用によって降着装置へ大きな振動をかけずに整備施設から接合取り外し装置や組立塔へオービタを移動させることが可能になった。
クルー移動用空港車両(CTV)のうち空港移動ラウンジは、宇宙飛行士をオービタの出口から輸送するために利用された。ラウンジに乗り込んだ後、宇宙飛行士は運用点検施設の居住部に戻る前に再突入の際に利用される飛行服を脱ぎ、椅子やベッドに移動し医療チェックを行う。また、アストロバンが打ち上げ当日の宇宙飛行士の運用点検施設の居住部から射点への移動、着陸地点のクルー移動車両からの帰還にも利用された。

## 註
1. ↑  http://www.spaceflightnow.com/news/n1108/29shannon/
2. ↑  Chang, Kenneth (May 16, 2010) "Busy Schedule for Rocket Obama Wants Scrapped" The New York Times
3. 1 2 3 4  Hepplewhite, T.A. The Space Shuttle Decision: NASA's Search for a Reusable Space Vehicle. Washington, DC: National Aeronautics and Space Administration, 1999.
4. ↑  General Accounting Office. Cost Benefit Analysis Used in Support of the Space Shuttle Program. Washington, DC: General Accounting Office, 1972.
5. 1 2  Borenstein, Seth (2011年7月5日). “AP Science Writer”. Boston Globe. Associated Press 2011年7月5日閲覧。
6. ↑  Brooks, Dawn The Names of the Space Shuttle Orbiters. Washington, DC: National Aeronautics and Space Administration. Retrieved July 26, 2006.
7. ↑  Chien, Philip (June 27, 2006) "NASA wants shuttle to fly despite safety misgivings." The Washington Times
8. ↑  “NASA Selects New Deputy Associate Administrator of Strategic Partnerships and Space Shuttle Program Manager”.   NASA. 2012年1月11日閲覧。
9. ↑  President George W. Bush (Attributed) (2004年). “President Bush Offers New Vision For NASA”.   nasa.gov. 2004年1月14日閲覧。
10. ↑  “NASA -Consolidated Launch Manifest”.   Nasa.gov (2009年7月13日). 2009年7月17日閲覧。
11. ↑  National Aeronautics and Space Administration. "NASA Names New Rockets, Saluting the Future, Honoring the Past" Press Release 06-270. June 30, 2006.
12. 1 2  Michael Griffin (Attributed) (2008年). “Internal NASA email from NASA Administrator Griffin”.   SpaceRef.com. 2008年11月25日閲覧。
13. ↑  Malik, Tariq (2008年). “NASA Chief Vents Frustration in Leaked E-mail”.   Space.com. 2008年11月6日閲覧。
14. ↑  Wayne Hale (2008年8月28日). “Shutting down the shuttle”.   Wiki.nasa.gov. 2009年7月23日時点のオリジナルよりアーカイブ。2009年7月17日閲覧。
15. ↑  "Statement of NASA Administrator Michael Griffin on Aug. 18 Email" (Press release). NASA. 7 September 2008. 2008年11月6日閲覧。
16. ↑  “HR 4837 Spacefaring Priorities for America's Continued Exploration Act”. 2008年3月28日閲覧。
17. ↑  “H.R. 4837: Space Act (GovTrack.us)”. 2008年3月28日閲覧。
18. ↑  “H.R.6063 - National Aeronautics and Space Administration Authorization Act of 2008”.  アメリカ議会図書館 (2008年). 2020年7月24日閲覧。
19. ↑  Berger, Brian (2008年6月19日). “House Approves Bill for Extra Space Shuttle Flight”.   Space.com. 2008年10月25日閲覧。
20. ↑  NASA (2008年9月27日). “House Sends NASA Bill to President's Desk”.   Spaceref.com. 2008年11月23日閲覧。
21. ↑  Matthews, Mark (2008年10月15日). “Bush signs NASA authorization act”.   Orlando Sentinel. 2008年10月25日閲覧。
22. ↑  Berger, Brian for Space.com (2008年9月23日). “Obama backs NASA waiver, possible shuttle extension”. USA Today. 2008年11月6日閲覧。
23. ↑  Mark, Roy "Mandatory Shuttle Retirement Temporarily Postponed" (April 30, 2009) Green IT, e-week.com
24. ↑  Release:11-301, NASA (2011年9月14日). “NASA Announces Design For New Deep Space Exploration System”.   NASA. 2011年9月14日閲覧。
25. ↑  VideoLibrary, C-Span (2011年9月14日). “Press Conference on the Future of NASA Space Program”.   c-span.org. 2012年2月8日時点のオリジナルよりアーカイブ。2011年9月14日閲覧。
26. ↑  NewYorkTimes, The (2011年9月14日). “NASA Unveils New Rocket Design”.   nytimes.com. 2011年9月14日閲覧。
27. 1 2 3 4 5  “Spacelab joined diverse scientists and disciplines on 28 Shuttle missions”.   NASA (1999年3月15日). 2011年2月11日閲覧。
28. ↑   Bulletin of the Atomic Scientists, (February 1973), p. 39
29. ↑  NASA (2003) Columbia Accident Investigation Board Public Hearing Transcript Archived 2006年8月12日, at the Wayback Machine.
30. ↑  Comptroller General (1972年). “Report to the Congress: Cost-Benefit Analylsis Used in Support of the Space Shuttle Program” (pdf).   United States General Accounting Office. 2008年11月25日閲覧。
31. ↑  NASA (2011年). “How much does it cost to launch a Space Shuttle?”.   NASA. 2011年6月28日閲覧。
32. ↑  David, Leonard (2005年2月11日). “Total Tally of Shuttle Fleet Costs Exceed Initial Estimates”. Space.com（英語版） 2006年8月6日閲覧。
33. ↑  Berger, Brian (2006年2月7日). “NASA 2006 Budget Presented: Hubble, Nuclear Initiative Suffer”. Space.com（英語版） 2006年8月6日閲覧。
34. ↑  “NASA Budget Information”. 2012年1月11日閲覧。
35. ↑  Pielke Jr., Roger; Radford Byerly (7 April 2011), Shuttle programme lifetime cost, 472, Nature, doi:10.1038/472038d 2011年7月14日閲覧。
36. ↑  Olson, John; Joel Kearns (2008年8月). “NASA Transition Management Plan”. JICB-001.   National Aeronautics and Space Administration. 2012年1月11日閲覧。
37. ↑  A Rocket to Nowhere, Maciej Cegłowski, Idle Words, March 8, 2005.
38. ↑  , additional text.